# Basilica di San Procopio
La Basilica di San Procopio (in ceco:Bazilika svatého Prokopa) è un edificio religioso situato a Třebíč, in Repubblica Ceca. Fu costruita sul sito dell'originale Cappella della Vergine Maria  del monastero benedettino nel 1240-1280. Insieme al quartiere ebraico costituisce dal 2003 un patrimonio dell'umanità dell'UNESCO.
La basilica era originariamente dedicata all'Assunzione della Vergine Maria. San Procopio divenne il santo patrono della basilica nel quinto centenario della sua canonizzazione nel 1704. Jan Karel, conte di Valdštejn, fece erigere una cappella del castello di San Procopio dal presbiterio della basilica.
A partire dal 2013, il castello di Třebíč, restaurato, è un museo adiacente alla Basilica.

## Storia
La basilica venne costruita all'inizio del XIII secolo (1230-53) da Venceslao I di Boemia quale parte di un monastero benedettino del 1101.

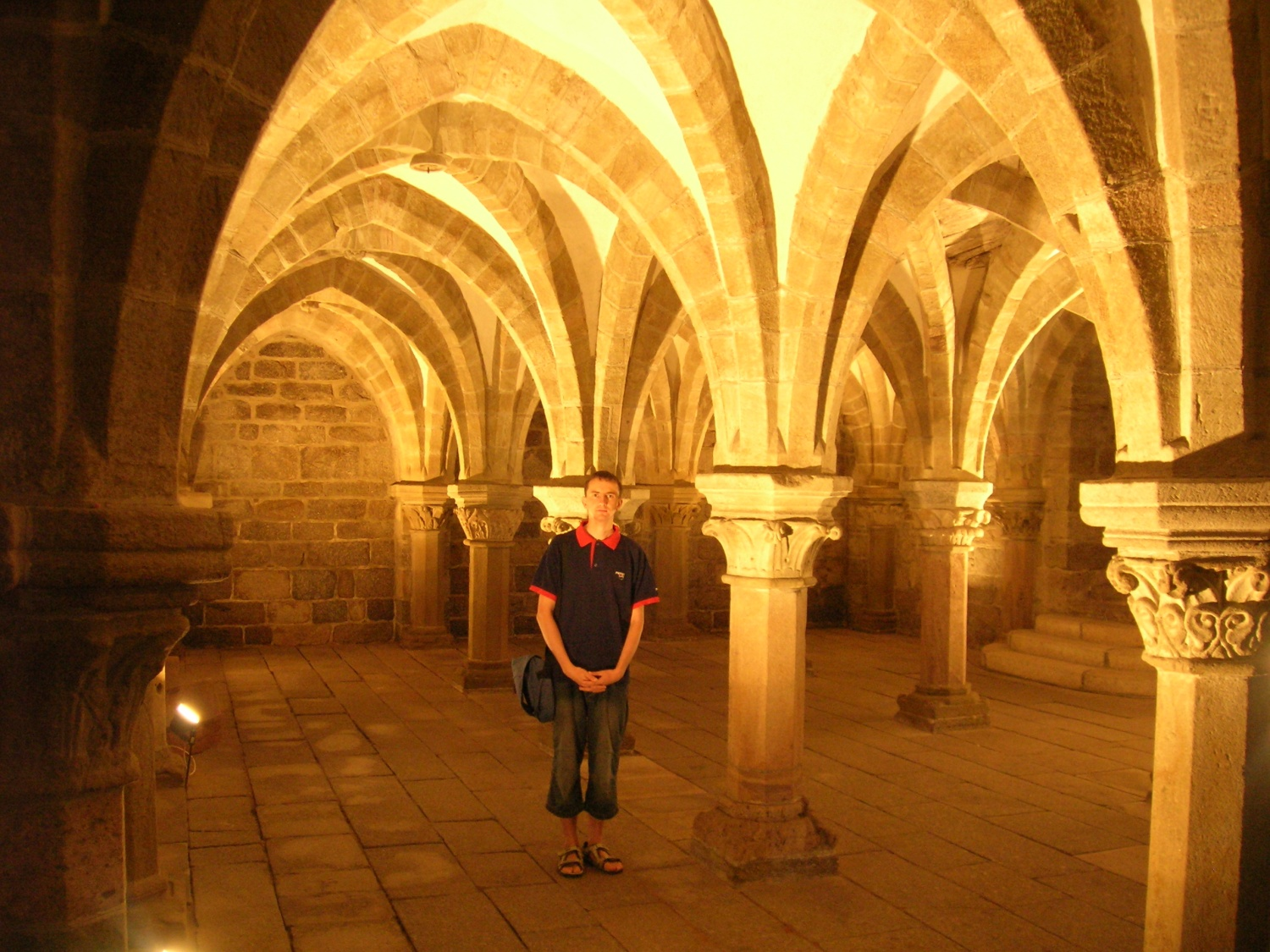
La cripta

Nel XVI secolo il monastero venne abbattuto per permettere la costruzione di un castello che è tuttora collegato alla basilicaNel 1726 vennero effettuati lavori di ristrutturazione sotto la guida di František Kaňka. Lo stile utilizzato è un misto di architettura gotica e romanica.

## Descrizione

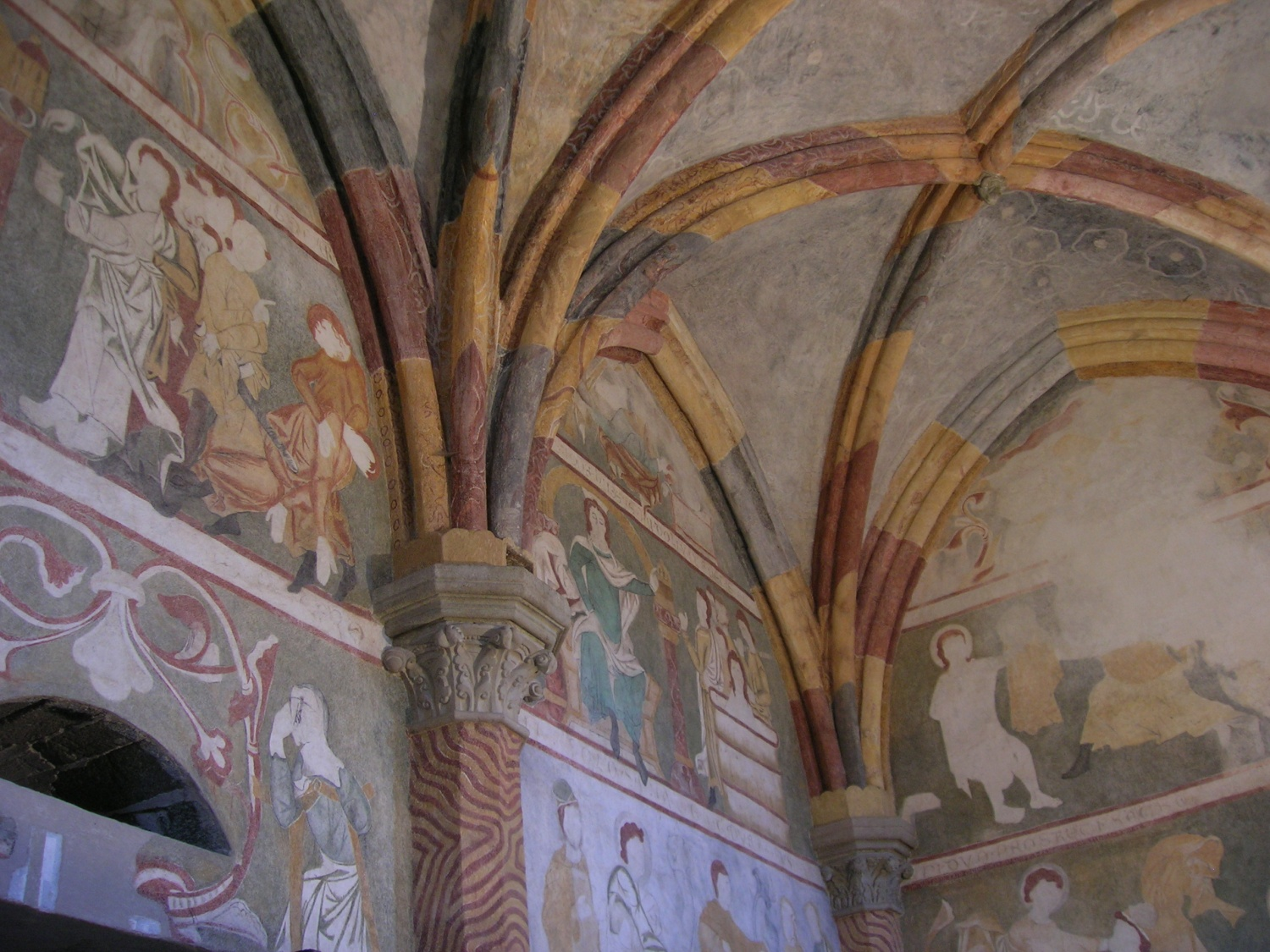
Le volte della basilica

Il quartiere ebraico, il relativo cimitero e la basilica di San Procopio rappresentano un complesso che racconta la convivenza pacifica di cristiani ed ebrei dal medioevo al XX secolo. Situata su di una collina ad ovest del quartiere ebraico, la basilica contiene un presbiterio allungato, tre absidi e tre chiostri, e due torri nella parte orientale. I materiali di costruzione sono granito ed arenaria. . Venne ricostruita la torre sud-occidentale, allargate le finestre e ricostruita la facciata occidentale.

## Conservazione
Nel 1990 la città di Trebic è stata inclusa tra le "città storiche" della Repubblica Ceca, e in seguito a questo la sua conservazione è gestita dallo Stato centrale.